# Partido de San Nicolás
San Nicolás es uno de los 135 partidos de la provincia argentina de Buenos Aires, ubicado en el interior de esta provincia. Su ciudad cabecera es San Nicolás de los Arroyos. Es el partido más septentrional de la provincia, ubicándose en el extremo noreste de la misma.

## Geografía

### Ubicación
El partido de San Nicolás se encuentra en el extremo norte de la Provincia de Buenos Aires de la República Argentina, sobre el río Paraná y dentro del corredor industrial Rosario - La Plata.
Limita al norte con el Arroyo del Medio, límite natural con el Departamento Constitución (en la provincia de Santa Fe) al este con partido de Ramallo, al sur con el de Pergamino, y al noreste con el río Paraná, que lo separa de la provincia de Entre Ríos. 

### Vías de acceso
Sus accesos viales son el km 224 de la ruta nacional 9 (autopista Rosario - Buenos Aires) en dirección norte-sur. La ruta 188 en dirección este-oeste la conecta con el corredor del Océano Pacífico Ruta 9. A la vera de la autopista (la ruta nacional 9) se encuentra "El Parador" de micros. Por otra parte, lo cruza el ferrocarril General Mitre, operado por la empresa Nuevo Central Argentino, en sentido norte-sur. La ciudad cabecera cuenta con estación terminal de ómnibus; y de carga-descarga con vías férreas al pie de grúas de la vía fluvial del Paraná, con un importante puerto en el km 243, que sirve a la actividad industrial y cerealera. 
Una moderna autopista, concesionada, de 1978, llega a Buenos Aires desde Rosario. En San Nicolás nace la ruta nacional 188 hasta San Rafael (Mendoza). La misma sirve de conexión con la ciudad de Junín, donde se encuentra el nudo carretero con la ruta nacional 7, principal vía de comunicación internacional entre Buenos Aires, pasando por San Luis y Mendoza, y siendo una de las principales vías del Mercosur. Por la ruta 188 se llega directamente al Puerto Nuevo de San Nicolás, apto para buques de gran calado. De él salen para distintos lugares del mundo cereales, hierros, aceros y distintas materias primas.

### Sismicidad
La región responde a la «subfalla del río Paraná», y a la «subfalla del río de la Plata», con sismicidad baja; y su última expresión se produjo el 5 de junio de 1888 (137 años), a las 3.20 UTC-3, con una magnitud probable, en el Partido, de 4,5 en la escala de Richter. (Terremoto del Río de la Plata de 1888).

## Gobierno

### Intendentes municipales desde 1983
| Intendente                | Mandato                                           | Partido |
| José María Díaz Bancalari | 10 de diciembre de 1983 - 10 de diciembre de 1987 | PJ      |
| Eduardo Luis Di Rocco     | 10 de diciembre de 1987 - 10 de diciembre de 1997 | PJ      |
| José Manuel Corral        | 10 de diciembre de 1997 - 10 de diciembre de 1999 | PJ      |
| Pedro José Novau          | 10 de diciembre de 1999 - 10 de diciembre de 2003 | UCR     |
| Marcelo Alberto Carignani | 10 de diciembre de 2003 - 10 de diciembre de 2011 | PJ      |
| Ismael José Passaglia     | 10 de diciembre de 2011 - 1 de mayo de 2017       | PJ      |
| Manuel Passaglia          | 1 de mayo de 2017 - 10 de diciembre de 2023       | PRO     |
| Ismael Santiago Passaglia | 10 de diciembre de 2023 - al presente             | PRO     |

## Demografía
Según los resultados definitivos del censo de 2022 la población del partido alcanza los 167.824 habitantes.

### Estructura
La población se encuentra repartida en 86 371 mujeres y 81 453 hombres, con un índice de masculinidad de 94,3 hombres por cada 100 mujeres. 
La edad mediana de la población es de 34 años (36 años entre las mujeres y 33 años entre los hombres).
El 13,6% de la población tiene más de 65 años (frente al 11,5% en 2010), y el 3,2% de la población tiene más de 80 años (frente al 2,6% en 2010)

### Salud y educación
El 71,1% de la población tiene al menos un tipo de cobertura de salud. 
Unas 54 039 personas asisten a algún tipo de establecimiento educativo de cualquier nivel y unas 19 135 personas tienen un título terciario o superior (11,4% sobre el total de la población). La tasa de alfabetización es del 99,2

### Migraciones
De las personas residentes en el partido, unas 36 452 (21,7% del total de población) nacieron en otra provincia, y unas 2 936 (1,7% del total de población) lo hicieron fuera del país, siendo los grupos de inmigrantes más numerosos los provenientes de:
- Bolivia: 386 personas
- Chile: 362 personas
- Venezuela: 344 personas
- Paraguay: 237 personas
- Italia: 207 personas

### Hogares
En el partido hay un total de 59 772 viviendas  y 57 215 hogares. 
En cuanto al régimen de tenencia y regularidad de la propiedad de las viviendas, el 65,0% es propia, el 17,8% es alquilada, el 7,4% es cedida o prestada, y el resto se encuentra en otra situación.
Sobre el total de hogares, 55 894 (97,6% del total) tiene acceso a red pública de agua corriente, 51 050 (89,2% del total) tiene desagüe y descarga a red pública cloacal, 40 386 (70,5% del total) tiene acceso a red pública de gas, y 42 993 (75,1% del total) tiene acceso a red de internet en la vivienda. 

## Energía
En el partido se encuentra la Central Térmica "General Rojo", sobre el km. 16 de la Ruta Nacional N° 188, a cargo de la empresa MSU Argentina.

## Localidades
- Campos Salles
- Conesa
- Erézcano
- General Rojo
- La Emilia
- San Nicolás de los Arroyos
- Villa Campi
- Villa Canto
- Villa Esperanza
- Villa Hermosa
- Villa Riccio